# Immeubles aux 46-48, avenue Clemenceau à Mulhouse
Les immeubles aux 46-48, avenue Clemenceau forment un monument historique situé à Mulhouse, dans le département français du Haut-Rhin.

## Localisation
Ces bâtiments sont situés aux 46-48, avenue Clemenceau, au 27, rue Wilson et place de la République à Mulhouse.

## Historique
L'édifice fait l'objet d'une inscription au titre des monuments historiques depuis 1986.